# Shahrestān di Maneh va Samalqan
Lo shahrestān di Maneh va Samalqan (farsi شهرستان مانه و سملقان) è uno degli 8 shahrestān del Khorasan settentrionale, il capoluogo è Ashkhaneh. Lo shahrestān è suddiviso in 3 circoscrizioni (bakhsh): 
- Centrale (بخش مرکزی)
- Samalqan (بخش سملقان), capoluogo Qazi.
- Maneh (بخش مانه), capoluogo Pish Qal'eh.